# Herman Bing (boghandler)
 Der er flere personer med dette navn, se Herman Bing.
Herman (Heiman) Jacob Bing (født marts 1776 i Amsterdam – død 10. marts 1844 i København) var en dansk bog- og papirhandler.
Bing var søn af Jacob Bing (død 1780) og Jitle Oppenheim (død 1793, gift 2. gang med Moses Ruben Renner i Hamborg 1787) og indvandrede i slutningen af 1700-tallet til Danmark, hvor han først ernærede sig som kattuntrykker og senere som huslærer i Roskilde. I 1803 oprettede han i København sammen med sin svoger L.J. Kalisch et undervisningsinstitut for ungdommen af den mosaiske tro. Her kunne den jødiske ungdom erhverve sig samme kundskaber, som var tilgængelige i datidens realskoler for kristne børn. Instituttet dimitterede i årene indtil 1818 ca. 400 elever og spillede en nøglerolle i jødernes samfundsmæssige frigørelse. Instituttet var velset af myndighederne, men skolen kunne i længden ikke brødføde to familier.
Herman Bing søgte derfor og fik 10. september 1819 – midt under jødefejden – kgl. bevilling til i København "at falholde alle til Skrivning og Tegning henhørende Materialer samt Landkort og Skolebøger". Bings forretning voksede i de følgende år og blev en af hovedstadsens toneangivende bog-, papir- og kunsthandeler og nød så stor anseelse, at Bing i 1837 blev opfordret til at være en af de ni stiftere af Boghandlerforeningen. I 1838 overdrog han forretningen til sine to sønner, Meyer Herman Bing og Jacob Herman Bing, som førte den videre under navnet H.J. Bing & Søn. Under sønnernes ledelse fortsatte fremgangen, og den bingske boghandel blev Københavns fornemste. Den var 1863–66 ejet af Meyer Herman Bings søn Jacob Martin Bing og Benny Henriques, 1866–85 af Jacob Meyer Bing alene, hvorefter den ophævedes.
Herman Bing blev gift 12. juni 1805 i Synagogen i København med Sara Meyer (1776 i København – 2. februar 1848 sst.), datter af købmand Meyer Isaac (1741-1800) og Sara Meyer Hausen (1755-1824).
Han er begravet på Mosaisk Nordre Begravelsesplads.
Der findes en pastel af Liepmann Fraenckel fra ca. 1810 og et portrætmaleri af David Monies fra ca. 1840.